# Obie Trotter
Obadiah Nelson Trotter, detto Obie (Robertsdale, 9 febbraio 1984), è un cestista statunitense naturalizzato ungherese.